# La Maman du bourreau
Pour plus de détails, voir Fiche technique et Distribution.
La Maman du bourreau est un téléfilm français réalisé en 2024 par Gabriel Aghion d'après un scénario de Stéphanie Kalfon et Gabriel Aghion, et diffusé pour la première fois en Belgique le 5 mars 2025 sur La Une.
Cette fiction dramatique, librement inspirée du roman Je suis la maman du bourreau de David Lelait-Helo, est une coproduction de Mon Voisin Productions, GMT Productions et France Télévisions.

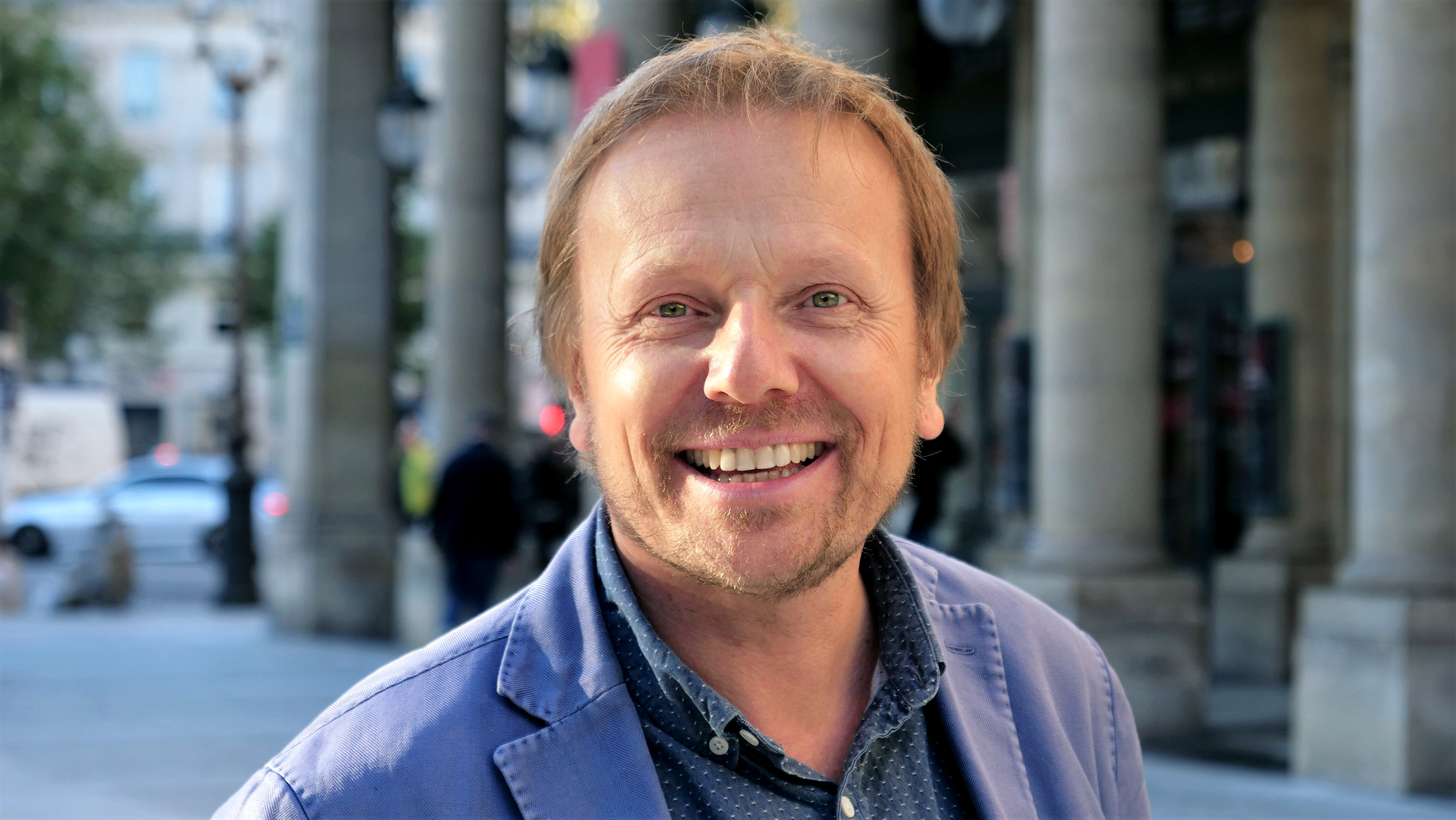
Laurent Stocker.

## Fiche technique
Sauf indication contraire, les informations mentionnées dans cette section peuvent être confirmées par la base de données cinématographiques Allociné,  présente dans la section « Liens externes ».
- Titre français : La Maman du bourreau
- Réalisation : Gabriel Aghion[1],[2]
- Scénario : Stéphanie Kalfon et Gabriel Aghion[1],[2],[3]
- Musique : Armand Amar[3]
- Photographie : Jean-Claude Larrieu[3]
- Montage : Louise Decelle[3]
- Décoration : Laurent Weber[3]
- Son : Gautier Isern[3]
- Costumes : Florence Sadaune
- Maquillage : Isabelle Fauvin
- Coiffure : Christophe Chevallier
- Production : Dominique Besnehard et Antoine Le Carpentier[1],[2],[3]
- Sociétés de production : Mon Voisin Productions, GMT Productions et France Télévisions[1],[3]
- Pays de production :  France
- Langue originale : français
- Format : couleur
- Genre : Drame, policier
- Durée : 90 minutes[4]
- Date de projection en festival :
  - Festival de la fiction de La Rochelle : 14 septembre 2024[3]
- Dates de première diffusion en télévision :
  - Belgique : 5 mars 2025 sur La Une

## Distribution
- Marie-Christine Barrault : Gabrielle de Miremont
- Laurent Stocker : Pierre-Marie de Miremont
- Xavier Robic : Hadrien Dumas
- Laetitia Vercken : Caroline Le Fur
- Brigitte Aubry : Josette
- Sandra Parfait : Sophia
- Sabine Haudepin : Sandrine Dumas, la mère d'Hadrien
- Nicky Marbot : Jacques Dumas, le père d'Hadrien
- Raoul Myard Taton : Hadrien Dumas (7 ans)
- Eric Naggar : l'évêque
- Jean-Claude Bolle-Reddat : Père Frédéric
- Paul Ardenne : Pierre-Marie (30 ans)
- Danielle Bourgeon : Fidèle (fromagère)
- Pauline Lefebvre Haudepin : Sandrine Dumas (35 ans)
- Pauline Blais : Gabrielle (50 ans)
- Thomas Jeand'heur : Jacques Dumas (35 ans)

## Production

### Genèse et développement
Cette fiction dramatique est une coproduction de Mon Voisin Productions, GMT Productions et France Télévisions, réalisée avec la participation de TV5 Monde,,,.
Le scénario, librement inspiré du roman Je suis la maman du bourreau de David Lelait-Helo, édité en 2022 chez Héloïse d'Ormesson, est de la main de Stéphanie Kalfon et Gabriel Aghion, et la réalisation est assurée par Gabriel Aghion,.
La production est assurée par Dominique Besnehard et Antoine Le Carpentier pour Mon Voisin Productions,.

### Tournage
Le tournage se déroule du 3 au 30 mai 2024 à Angoulême et dans sa région, entre autres à Cognac et à Confolens,.

## Accueil

### Diffusions et audience
En Belgique, le téléfilm, diffusé le 5 mars 2025 sur La Une, est regardé par 206 245 téléspectateurs et se classe premier en termes d'audience : l'audience consolidée à J+31 monte à 286 715 téléspectateurs.